# Selenicereus vagans
Selenicereus vagans ist eine Pflanzenart in der Gattung Selenicereus aus der Familie der Kakteengewächse (Cactaceae). Das Artepitheton vagans stammt aus dem Lateinischen, bedeutet ‚wandernd‘ und verweist auf die Triebe der Art.

## Beschreibung
Selenicereus vagans wächst meist lithophytisch, anlehnend-kletternd mit reich verzweigten Trieben und bildet große Gruppen. Die hellgrünen Triebe weisen Durchmesser von 1 bis 1,5 Zentimeter auf aus denen oft zahlreiche Luftwurzeln entspringen, die im jungen Zustand dunkelmagentafarben sind. Ihre 8 bis 10 niedrigen Rippen sind gerundet und besitzen keine Höcker. Aus den 1 bis 1,5 Zentimeter auseinander stehenden Areolen entspringen zahlreiche, nadlige, steife, bräunlich gelbe Dornen von bis zu 10 Millimeter Länge.
Die stark duftenden, weißen Blüten sind bis zu 15 Zentimeter lang und von gleichem Durchmesser. Das Perikarpell und die Blütenröhre sind mit ausgebreiteten, fein nadeligen Dornen besetzt. Die ellipsoiden Früchte sind rosafarben. Sie sind bis zu 7 Zentimeter lang und erreichen Durchmesser von 3 bis 5 Zentimeter.

## Verbreitung, Systematik und Gefährdung
Selenicereus vagans ist im Westen Mexikos in den Bundesstaaten Guerrero, Jalisco, Michoacán und Sinaloa in Höhenlagen von 50 bis 2400 Metern verbreitet.
Die Erstbeschreibung als Cereus vagans wurde 1904 von Mary Katharine Brandegee veröffentlicht. Nathaniel Lord Britton und Joseph Nelson Rose stellten die Art 1920 in die Gattung Selenicereus. Ein weiteres nomenklatorisches Synonym ist Mediocactus vagans (K.Brandegee) Doweld (2002).
In der Roten Liste gefährdeter Arten der IUCN wird die Art als „Least Concern (LC)“, d. h. als nicht gefährdet geführt.

## Nachweise